# Кутьково (Смоленская область)
Кутьково — деревня в Краснинском районе Смоленской области России. Входит в состав Краснинского городского поселения. Население — 22 жителя (2007 год). 
Расположена в западной части области в 3 км к югу от Красного, в 4 км южнее автодороги Р135 (Смоленск - Красный - Гусино), на берегу реки Мерея. В 22 км северо-западнее деревни расположена железнодорожная станция Гусино на линии Москва — Минск. 

## История
Здесь 3 [15] ноября 1812 года в сражении под Красным был разгромлен летучий отряд генерала Ожаровского.
В годы Великой Отечественной войны деревня была оккупирована гитлеровскими войсками в июле 1941 года, освобождена в сентябре 1943 года.